# Sensitieve houding
De sensitieve houding - ook wel de sensitieve responsiviteit - van een opvoeder is een maat voor de kwaliteit van zijn opvoedend handelen. Zij geeft aan in hoeverre de opvoeder de signalen van zijn kind opvangt, juist interpreteert en er effectief op reageert. Kenmerken van een sensitieve houding: speelsheid, liefhebben, acceptatie, nieuwsgierigheid en empathie. Een sensitieve houding veroorzaakt bij het kind een gevoel van vertrouwen, toegankelijkheid en bereikbaarheid. Dit zijn de voorwaarden voor een veilige hechting. Met name John Bowlby benadrukte het belang van een sensitieve houding in de opvoeding. Thomas Gordon vertaalde theoretische inzichten van Bowlby en anderen naar praktische opvoedtips.